# Вильена, Энрике де
Энрике де Вильена (исп. Enrique de Villena) (1384—1434) — кастильский и арагонский аристократ и писатель, имевший также репутацию чернокнижника.

## Биография
Энрике де Вильена родился в 1384 году в Торральба де Куэнка в семье коннетабля Кастилии Педро Арагонского и Хуаны Кастильской, незаконнорождённой дочери короля Энрике II и Эльвиры Иньигес. Со стороны отца его дедом был Альфонсо Арагонский Старый (1332—1412), граф Рибагорса, маркиз де Вильена и герцог Гандия. Таким образом, Энрике принадлежал к высшей испанской аристократии. Однако часто встречающееся его обозначение как «маркиза Вильена» является ошибочным, так как этот титул Альфонсо Старый продал королю Энрике III ещё до вступления своего внука в права наследования. По замечанию современника Энрике де Вильена, Фернана Перес де Гусмана, «в ранней молодости выказывал более склонности к наукам и искусствам, чем к рыцарским упражнения или делам церкви и государства; не имея учителя, не имея никого, кто побуждал бы его к учению, а скорее встречая помеху в своём прадеде, желавшем сделать из него рыцаря, он в возрасте, когда других детей обыкновенно силою тащат в школу, сам принялся за учение, вопреки желанию всех. Он обладал таким острым умом, усваивал изучаемые науки и искусства, что они казались как бы прирождёнными ему». Тем не менее, по своему положению он был вынужден принимать участие в политической деятельности и был назначен в 1404 году магистром ордена Калатрава; вследствие нарушений, допущенных при избрании, он был отрешён от этой должности три года спустя. С 1412 по 1414 год Энрике жил при дворе своего родственника короля Арагона Фернандо Справедливого (1412—1416), в честь коронации которого сочинил аллегорическую драму, ныне утраченную. Затем он сопровождал короля в Барселону, где он способствовал восстановлению и поддержанию поэтической школы, известной как исп. Gaya Scientia («Консистория Весёлой науки»). После смерти Фернандо Вильена вернулся в Кастилию, где вступил в брак с Марией де Альборнос, дочерью Хуана, сеньора де Альборнос. Его незаконнорождённой дочерью была Изабелла де Вильена (1430—1490), аббатиса и религиозная писательница. Последние двадцать лет жизни Энрике де Вильена прожил в поместье Иниеста в относительной бедности и умер в Мадриде в 1434 году.

## Литературная деятельность
Де Вильена был автором небольшого числа произведений. К их числу относится «Arte Cisoria» («Искусство разрезывать мясо за столом»), написанное по просьбе его друга, главного стольника короля Хуана II, и посвящённое тщательному описанию тайн правильной сервировки стола. «Arte de Trobar» («Искусство трубадура», 1433) посвящено поэту маркизу Сантильяне и является руководством по поэзии трубадуров; это произведение сохранилось в сокращённом виде. Также Вильена был автором переводов произведений Цицерона, Данте и Вергилия, большей частью утраченных; его перевод «Энеида» является первым на испанском языке. Наиболее известным трудом де Вильены является «Trobajos de Hercules» («Подвиги Геркулеса»), появившимся в результате желания одного из его кастильских друзей познакомиться с этим мифологическим сюжетом. Ещё в рукописи это сочинение имело большой успех, после изобретения книгопечатания до 1500 года выдержало два издания, однако вскоре было забыто. Этот небольшой трактат (тридцать листов в издании 1483 года) состоит из 12 частей по числу подвигов Геркулеса, каждая из которых состоит из четырёх глав. Книга содержит многочисленные цитаты латинских авторов, малоизвестных в Испании в то время, её слог правилен и наполнен изящными архаизмами. Подвиги толкуются в морально-назидательном духе как борьба с силами ада.
В целом, по мнению американского испаниста Джорджа Тикнора, высокая литературная репутация де Вильены среди современников была обеспечена его друзьями.

## Память
К числу любимых занятий Энрике де Вильены, помимо поэзии, истории и изящной словесности, относились философия, математика, астрология и алхимия. После смерти де Виллены осталась обширная коллекция редких книг, которые были на двух фургонах отправлены королю Хуану II, который передал их для изучения своему духовнику Лопе де Барриенто, который в свою очередь сжёг книги. Представление о том, что результате он стал чернокнижником было достаточно распространено и неоднократно воспроизводилось в литературе.
На смерть де Вильены откликнулись его друзья-поэты Хуан де Мена, написавший в его честь три своих coplas, и маркиз Сантильяна, превознёсший его в своей поэме выше всех греческих и римских писателей.
Энрике де Вильена является одним из героев романтической повести El doncel de don Enrique el doliente (1834) Мариано Хосе де Ларра.